# Elodes eberti eberti
Elodes eberti eberti es una subespecie de coleóptero de la familia Scirtidae.

## Distribución geográfica
Habita en Irán.